# 無免許運転
無免許運転（むめんきょうんてん）とは、運転に免許が必要な機器を、免許を得ないままに運転することである。
自動車・列車・船舶・航空機などにもこの用語が用いられるが、本稿では主に自動車・オートバイ・建設機械の無免許運転と、免許の付帯条件に反する免許条件違反（めんきょじょうけんいはん）についても記述する。

## 日本における無免許運転
狭義には自動車及び原動機付自転車の運転免許証を受けない者が、道路交通法（昭和35年6月25日法律第105号）第64条により禁止されている自動車及び原動機付自転車を運転することを指す。無免許、無免とも略される。

### 分類[1]
- 純無免
現在に至るまで、一度も運転免許証を交付されたことのない者が公道上を運転すること。
- 取消無免
免許が取消されたあとに運転すること。欠格期間中の運転もこれに含まれる。
- 停止中無免
免許の停止中に運転すること。
停止期間の日数は停止処分者講習（短縮講習）を受講することで短縮できる。ただし短縮講習受講当日（30日は1日、60日および90 - 180日は2日）も停止中に当たるため、停止期間中、ならび講習当日に車両（軽車両を除く）を運転した場合は運転免許が取り消される。
停止期間終了後、日付が変わった午前0時をもって名目上は免許の効力が復活するが、この時点では免許証は警察署に預けているので、免許証が返却されるまでは運転できない。（警察署は24時間空いているが、深夜・土休日・年末年始は免許証の返却業務を行っていない。特に12/27土曜日に効力が復活すると、土休日と年末年始を挟むので返却は10日間後の翌年の1/6になる）
マイナ免許証の場合は運転免許試験場及び警察署の専用端末で免許情報の書き込みを行う。
- 免許外運転
運転しようとする自動車及び原動機付自転車の種類に応じた免許証を受けていないにもかかわらず運転すること[2]。
一種免許を持っていて二種免許を持たない者が二種免許を必要とする自動車を運転した場合[3]も免許外運転となる。

- 更新忘れ（失効）などによる有効期限切れの免許証を故意により運転
- 偽造・改竄・不正免許・他人名義の免許による運転（偽造・不正取得などの併合罪）
- 免許試験合格後、免許証交付前での運転
  - 講習がない場合は試験に合格した当日に免許証が発行されるが、講習がある場合は受講後の発行になるため。技能試験（いわゆる一発試験）での取得や、原付免許の取得は講習を受講しないと免許証が発行されない。なお、過去に免許を取り消された場合の再取得時の取消処分者講習や、普通車の運転経験が1年以上3年未満での二種免許取得時の特例講習は事前に受講する必要がある。
- 海外滞在期間3か月以内の当該外国発行による国際運転免許証での運転
  - 日本国内では無効となるため

運転する自動車、原動機付自転車の種類に応じた免許は受けているが、運転免許証またはマイナ免許証（スマートフォンの「マイナ免許証読み取りアプリ」の代用は不可）を故意に携帯せず、または忘れて運転した場合は、無免許運転ではなく「免許証不携帯」の反則行為（反則金3,000円のみの処分）となる。

### 自動車の無免許運転

#### 無免許運転の禁止
- 道路交通法
  - 第64条 何人も、第84条第1項の規定による公安委員会の運転免許を受けないで（第90条第4項、第103条第1項若しくは第3項、第103条の2第1項、第104条の2の3第1項又は同条第3項において準用する第103条第3項の規定により運転免許の効力が停止されている場合を含む。）、自動車又は原動機付自転車を運転してはならない。
  - 第84条 自動車及び原動機付自転車を運転しようとする者は、公安委員会の運転免許を受けなければならない。

#### 罰則
- 道路交通法
  - 第117条の2の2　次の各号のいずれかに該当する者は、3年以下の懲役又は50万円以下の罰金に処する。
    - 一　法令の規定による運転の免許を受けている者（第107条の2の規定により国際運転免許証等で自動車等を運転することができることとされている者を含む。）でなければ運転し、又は操縦することができないこととされている車両等を当該免許を受けないで（法令の規定により当該免許の効力が停止されている場合を含む。）又は国際運転免許証等を所持しないで（第88条第1項第2号から第4号までのいずれかに該当している場合又は本邦に上陸した日から起算して滞在期間が1年を超えている場合を含む。）運転した者

  - なお、無免許運転は交通反則通告制度の対象外である。
- 自動車の運転により人を死傷させる行為等の処罰に関する法律
  - 以下の罪を犯した者が事故時に無免許であった場合、刑が加重される(第6条）。
    - 危険運転致傷罪
    - 準危険運転致死傷罪
    - 過失運転致死傷アルコール等影響発覚免脱罪
    - 過失運転致死傷罪

  - 2012年に発生した亀岡暴走事故では、直接的な原因は居眠り運転であったが、加害者の運転者が無免許運転を行っており、無免許運転による交通事故が危険運転致死傷罪の構成要件を満たさないと最終的に判断され、加害者に危険運転致死傷罪が適用されなかったことが社会問題となった。このことが、『自動車の運転により人を死傷させる行為等の処罰に関する法律(自動車運転死傷行為処罰法)』制定のきっかけの一つとなった。

#### 無免許運転を助長した者に対する罰則
無免許運転は運転者（無免許運転を下命・容認した運転者の使用者を含む）が道路交通法違反として罰せられるが、2013年12月1日の道路交通法の改正施行により、無免許運転をするおそれのある者に車両を提供した者及び無免許運転をすることを知りながら運転を要求又は依頼して、その車両に同乗した者も運転者と同じく改正道路交通法によって直接的に処罰されることになった。
- 車両を提供した者
  - 3年以下の懲役又は50万円以下の罰金
- 同乗した者
  - 2年以下の懲役又は30万円以下の罰金

#### 行政処分
停止中無免や免許外運転の場合は、行政処分（免許取消）の対象となる。
純無免の場合、運転免許試験の受験資格を喪失するわけではないが、一定期間、運転免許試験に合格しても免許の拒否または保留の対象となる。
2002年5月末までは違反点数12点であったため免許外運転を含むこの手の違反は免許停止90日又は保留90日で、直ちに免許受験資格を失う違反ではなかった。しかし、2002年6月以降は違反点数19点（酒気帯び点数は23点）になったため、違反した場合は直ちに免許取り消し（免許取り消しの対象は前歴0回で15点以上）となる。さらに、2013年12月からは違反点数25点、酒気帯び運転であった場合も25点、無免許運転でかつ酒酔い運転・麻薬等の運転をしていた場合はこちらが重い35点「特定違反行為」に引き上げられた。

なお免停中又は取消後に無免許運転をした場合は、停止又は取消の元になった点数に加算され厳罰になる 。
- 6点で免許停止で停止期間中に運転をした場合、6点+25点の31点になり免許取り消し欠格期間2年（前歴がない場合）。
- 無免許運転して取消（免許拒否）後に、無免許運転を繰り返した場合、元の点数25点+25点の50点で特定違反行為が含まれていないので、欠格期間最高の5年となる。
- 酒酔い運転して取消後に、無免許運転をした場合、元の点数35点+25点の60点で特定違反行為が含まれているので、欠格期間8年（最大10年）となる。

### 免許条件違反
以下のような『特定の種類の免許は所持しているが、運転可能な車種が限られている』、具体的には運転に必要な種類は持っているものの、運転免許証の条件欄に明示されている『○○は××に限る』に反しているものについては「無免許運転」ではなく「免許条件違反」となる。
- オートマチック限定免許（AT車限定免許）でMT車を運転すること 
  - AT限定免許は普通車・準中型5t車・中型8t車・二輪車に設定されているが、AT車のみを運転することを条件に免許が発行されている。また、AT限定大型二輪免許は2019年11月までは排気量650cc以下の制限も加わっていた。
- 中型8t限定免許で特定中型自動車を運転すること
  - 道路交通法改正に伴い、2007年（平成19年）6月以前に取得した普通自動車免許は、車両総重量が8tまでの制限付き中型自動車免許となった。改正以前は特定中型自動車は大型車（特定大型車に該当しないもの）として扱われたため普通自動車免許のみで運転すると「無免許運転」に該当していたが、これらが中型車となり、さらに旧普通免許も中型免許の区分になったため「免許条件違反」となった。
- 小型二輪限定免許で、排気量が125cc超の普通二輪車を運転すること
  - 免許の種類に「普自二」（普通自動二輪車）と記されていても、条件欄に「普通二輪は小型二輪（のAT車）に限る」がある場合、125cc以下の普通自動二輪車（小型自動二輪車）のみを運転することを条件に免許が発行されている。
- 特定二輪限定免許でそれ以外の自動二輪を運転すること
  - 2009年9月の道路交通法施行規則改正の施行に伴い、特定二輪車に該当する車両は大型自動二輪もしくは普通自動二輪の免許が必要となり、2010年9月以降はこれまで運転することのできた大型自動車、中型自動車、普通自動車の免許で運転すると「無免許運転」となる。そのため、特例として2010年8月31日までにそれらの免許を持っている場合は特例試験を受けることで大型自動二輪もしくは普通自動二輪の免許を付与することができるが、特定二輪車のみを運転することが条件となる。
- 準中型5t限定免許で、それ以外の準中型自動車を運転すること
  - 道路交通法改正に伴い、2007年（平成19年）6月から2017年（平成29年）3月以前に取得した普通自動車免許は、車両総重量が5tまでの制限付き準中型自動車免許となった。改正以前はそれ以外の準中型自動車は中型車の一部として扱われたため普通自動車免許のみで運転すると「無免許運転」に該当していたが、これらが準中型車となり、さらに旧普通免許も準中型免許の区分になったため「免許条件違反」となった。
- 中型二種5t限定免許で、限定なし準中型車や中型車の旅客車（貨物車や自家用車は所有している第一種免許に準ずるため本稿では対象外）を運転すること
  - 道路交通法改正に伴い、2007年（平成19年）6月から2017年（平成29年）3月以前に取得した普通二種免許は、車両総重量が5tまでの制限付き中型二種免許となった（準中型免許が新設されても、乗車定員は従来どおりで変わらない）。この免許で、中型車（および、その旅客車）を運転すると免許条件違反となる。
- 眼鏡もしくはコンタクトレンズの着用が義務付けられているのにそれをせずに運転すること

なお、これらの免許条件を外したい場合は、「限定解除審査」を運転免許試験場にて受審して合格するか、指定自動車教習所にて所定の教習を受けた後、卒業検定に合格したのち、運転免許試験場にて申請すれば、制限が解かれる。詳しくは当該項目を参照。

### 作業に資格を必要とする特殊自動車
ホイールローダー・ロードローラー・フォークリフト・モーターグレーダーなどの大型特殊自動車は、公道を運転すること自体は大型特殊自動車免許（大特）があればできるが、これらを用いて各種の作業を行う場合、大特ではできず、その車両の種類に応じて別に車両系建設機械運転者・フォークリフト運転者などの運転技能講習の資格を必要とする。これらの資格は労働安全衛生法に基づく資格であるため、資格のない者が大型特殊自動車で作業を行った場合、無免許運転ではなく、労働安全衛生法違反となる。
公道上でこれらの特殊自動車を用いて作業を行う場合、道路交通法に基づく運転免許と、労働安全衛生法で定められた資格の両方を必要とする場合もある。
大特の免許は持ってないがフォークリフト運転技能講習の資格がある場合、道路交通法が適用されない敷地や工場内でのフォークリフトを用いた作業は大特がなくてもできるが、公道に出た場合は無免許運転となる。

## 欧米における無免許運転

### アメリカ
ミシガン州では州刑法により、無免許で自動車を運転し他人を死亡させた者は、15年以下の自由刑若しくは2500ドル以上1万ドル以下の罰金又はその併科に処せられる（無免許運転致死罪）。また、無免許で自動車を運転し人の身体機能に重大な障害を生じさせた者は、5年以下の自由刑若しくは1000ドル以上5000ドル以下の罰金又はその併科に処せられる（無免許運転致傷罪）。

### イギリス
イギリスでは、無免許等で，道路において自動車等を運転することにより他人を死亡させた者は、2年以下の拘禁刑若しくは罰金又は併科に処せられる（無免許、無資格及び無保険運転致死罪）。